# Municipio de Durham (Illinois)
El municipio de Durham (en inglés: Durham Township) es un municipio ubicado en el condado de Hancock en el estado estadounidense de Illinois. En el año 2010 tenía una población de 278 habitantes y una densidad poblacional de 2,91 personas por km².

## Geografía
El municipio de Durham se encuentra ubicado en las coordenadas 40°35′1″N 91°4′20″O / 40.58361, -91.07222. Según la Oficina del Censo de los Estados Unidos, el municipio tiene una superficie total de 95.66 km², de la cual 95,59 km² corresponden a tierra firme y (0,08 %) 0,07 km² es agua.

## Demografía
Según el censo de 2010, había 278 personas residiendo en el municipio de Durham. La densidad de población era de 2,91 hab./km². De los 278 habitantes, el municipio de Durham estaba compuesto por el 99,64 % blancos y el 0,36 % eran de una mezcla de razas. Del total de la población el 0 % eran hispanos o latinos de cualquier raza.